# 1148
Високе Середньовіччя •  Золота доба ісламу •  Реконкіста •  Хрестові походи •  Київська Русь

## Геополітична ситуація
Візантію очолює Мануїл I Комнін (до 1180). Конрад III є королем Німеччини (до 1152), Людовик VII Молодий королює у Франції (до 1180).
Апеннінський півострів розділений: північ належить Священній Римській імперії, середню частину займає Папська область, більша частина півдня належить Сицилійському королівству. Деякі міста півночі: Венеція, Піза, Генуя тощо, мають статус міст-республік.
Південь Піренейського півострова в руках у маврів. Північну частину півострова займають християнські Кастилія, Леон (Астурія, Галісія), Наварра та Арагонське королівство (Арагон, Барселона). Королем Англії є Стефан Блуаський (Етьєн де Блуа, до 1154), триває громадянська війна в Англії 1135—1154. Данія розділена між Свеном III та Кнудом V (до 1157).
Ізяслав Мстиславич княжить у Києві (до 1149). Новгородська республіка фактично незалежна. У Польщі період роздробленості. На чолі королівства Угорщина стоїть Геза II (до 1162).
На Близькому сході існують держави хрестоносців: Єрусалимське королівство, Антіохійське князівство, графство Триполі. Сельджуки окупували Персію та Малу Азію, в Єгипті владу утримують Фатіміди, у Магрибі Альмохади потіснили Альморавідів, у Середній Азії правлять Караханіди та Каракитаї. Газневіди втримують частину Індії. У Китаї співіснують держава ханців, де править династія Сун, держава чжурчженів, де править династія Цзінь, та держава тангутів Західна Ся. На півдні Індії домінує Чола. В Японії триває період Хей'ан.

## Події
- Зібравшись в Єрусалимі, учасники Другого хрестового походу вирішили піти на Дамаск і взяли його в облогу. На підмогу Дамаску прийшли мусульманські сили з півночі, зокрема війська Нур ад-Діна з Алеппо. Хрестоносці відступили до Єрусалима. Другий хрестовий похід завершився невдачею.
- Граф Барселони Рамон Баранге IV відбив у мусульман Туртозу.
- Флот хрестоносців захопив Оран.
- Населення Сеути повстало проти Альмохадів.
- Арнольда Брешіанського відлучено від церкви.
- Анна Комніна завершила написання «Олексіади» — історичної праці про її батька Олексія Комніна.